# Khách Lạt Thấm Tả Dực
Huyện tự trị dân tộc Mông Cổ Khách Lạt Thấm Tả Dực (giản thể: 喀喇沁左翼蒙古族自治县; phồn thể: 喀喇沁左翼蒙古族自治縣; bính âm: Kèlǎqìn Zuǒyì Měnggǔzú Zìzhì xiàn) là một đơn vị hành chính thuộc địa cấp thị Triều Dương, tỉnh Liêu Ninh, Trung Quốc.

### Trấn
| - Đại Thành Tử (大城子镇) - Trung Tam Gia (中三家镇) - Công Doanh Tử (公营子镇) - Lục Quan Doanh Tử (六官营子镇) - Nam Tiêu (南哨镇) | - Lão Gia Miếu (老爷庙镇) - Nam Công Doanh Tử (南公营子镇) - Bình Phóng Tử (平房子镇) - Sơn Trớ Tử (山咀子镇) - Bạch Tháp Tử (白塔子镇) |

### Hương
| - Ngọa Hổ Câu (卧虎沟乡) - Cam Chiêu (甘招乡) - Thủy Tuyền (水泉乡) - Hưng Long Trang (兴隆庄乡) - Đại Doanh Tử (大营子乡) - Khôn Đô Doanh Tử (坤都营子乡) | - Đại Thành Tử (大城子乡) - Dương Ngư Câu (羊角沟乡) - Vưu Trượng Tử (尤杖子乡) - Thập Nhị Đức Bảo (十二德堡乡) - Thảo Trường (草场乡) |

### Khác
- Nông trường Quan Đại Hải (官大海农场)